# Pauluskirche (Pirmasens)
Die Pauluskirche ist eine evangelische Kirche in Pirmasens, die zum Dekanat Pirmasens der Evangelischen Kirche der Pfalz gehört.

## Lage
Die Kirche befindet sich innerhalb des Winzler Viertels in der örtlichen Maria-Theresien-Straße und trägt die Hausnummer 27. Sie ist Teil eines Gebäudeensembles der zuständigen Protestantischen Pauluskirchengemeinde Pirmasens.

## Geschichte
Vor Ort existierten erste Pläne für einen Kirchenbau bereits ab 1930. Auf dem Matzenberg sollte als Gegenstück zur katholischen Kirche St. Anton, die sich auf dem benachbarten Blocksberg befindet, ein evangelisches Pendant samt weiterer kirchlicher Einrichtungen wie Pfarrhaus und Kindergarten entstehen, nach einem Entwurf des Architekten Heinrich Müller. Eine entsprechende Pfarrstelle wurde bereits 1929 gegründet. Der Bau einer Kirche wurde jedoch zunächst nicht realisiert, lediglich die übrigen Bauten entstanden. Ende der 1950er Jahre wurde die ehemalige Turnhalle innerhalb der Anlage zur Kirche umfunktioniert. In den Jahren 1987 und 1988 erfuhr letztere eine optische Umgestaltung.